# Petrosedum orientale
Petrosedum orientale (('t Hart) Grulich, 1984) è una pianta succulenta appartenente alla famiglia delle Crassulaceae, diffusa nel nell'Europa centro-meridionale.
L'epiteto specifico orientale deriva dal nome scelto dal botanico olandese Hendrik 't Hart, ovvero Sedum montanum subsp. orientale, utilizzato prima che la pianta venisse classificata come una specie a sé stante.

## Descrizione
È una pianta rustica e prolifica, cresce su terreni calcarei, sassosi, aridi. È diffusa come pianta ornamentale in tutta Europa, dove spesso viene confusa con la P. rupestre. Più vigorosa e portamento meno prostrato rispetto a P. montanum.

## Distribuzione e habitat
P. orientale è una specie presente sull'arco alpino e nei Balcani occidentali mentre in Italia è diffusa al nord e al centro-nord, dove è stata segnalata in tutte le regioni ad eccezione della Valle d'Aosta. Inoltre risulta introdotta, per opera dell'uomo, in America settentrionale e parte dell'Argentina.